# Reading F.C.

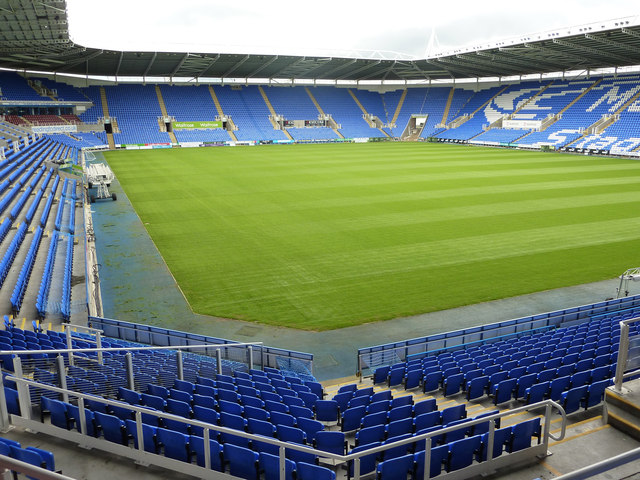
Madejski Stadium

Reading Football Club – angielski klub piłkarski z siedzibą w Reading.

## Historia
Został założony w 1871 roku. W sezonie 2005/06 po raz pierwszy w historii wywalczył awans do Premier League. Zespół rozgrywa mecze na obiekcie Madejski Stadium, zbudowanym dzięki wsparciu brytyjskiego handlarza samochodów i filantropa, Johna Madejskiego. W sezonie 2011/12 po raz kolejny zespół wywalczył awans do Premiership, awansował jako zwycięzca Championship. Po awansie w maju 2012 roku właścicielem klubu został Rosjanin, Anton Zingariewicz (nabył 51% udziałów za 32,6 mln dolarów). Po zaledwie jednym sezonie spędzonym w Premier League, Reading spadło do Championship.

## Obecny skład
Stan na 1 września 2021
| Nr | Poz. | Piłkarz                                   |
| -- | ---- | ----------------------------------------- |
| 3  | OB   | Tom Holmes                                |
| 4  | OB   | Michael Morrison                          |
| 5  | OB   | Tom McIntyre                              |
| 6  | OB   | Liam Moore (kapitan)                      |
| 7  | NA   | Alen Halilović                            |
| 8  | PO   | Andy Rinomhota                            |
| 10 | PO   | John Swift                                |
| 11 | NA   | Yakou Méïté                               |
| 14 | PO   | Ovie Ejaria                               |
| 16 | PO   | Dejan Tetek                               |
| 17 | OB   | Andy Yiadom                               |
| 18 | NA   | Lucas João                                |
| 19 | PO   | Tom Dele-Bashiru (wypożyczony z Watfordu) |

| Nr | Poz. | Piłkarz                                  |
| -- | ---- | ---------------------------------------- |
| 20 | OB   | Felipe Araruna                           |
| 21 | OB   | Baba Rahman (wypożyczony z Chelsea)      |
| 22 | BR   | Luke Southwood                           |
| 23 | PO   | Junior Hoilett                           |
| 28 | PO   | Josh Laurent                             |
| 30 | NA   | Femi Azeez                               |
| 33 | BR   | Rafael                                   |
| 39 | NA   | Jahmari Clarke                           |
| 41 | OB   | Ethan Bristow                            |
| 47 | NA   | George Pușcaș                            |
| -  | OB   | Scott Dann                               |
| -  | PO   | Danny Drinkwater (wypożyczony z Chelsea) |

## Rekordy
- Najwyższe zwycięstwo

10:2 nad Crystal Palace (1946)
- Najwyższa porażka

0:18 z Preston North End (1894)